# Sender Donje Moštre
Der Sender Donje Moštre war ein Mittelwellensender des bosnischen Rundfunks BHRT in Donje Moštre, einem Ort in der Gemeinde Visoko in Bosnien und Herzegowina. Es handelte sich dabei um die stärkste Sendeanlage für Rundfunk in Bosnien (Sendeleistung bis zu 600 Kilowatt), deren Signale nachts in ganz Europa auf der Frequenz 612 kHz zu empfangen werden konnten. Der Sender verfügte über einen 245 Meter hohen selbststrahlenden Sendemast als Antenne. Dieser Sendemast war das höchste Bauwerk in Bosnien und Herzegowina sowie im ehemaligen Jugoslawien.
Die erste Sendeanlage in Donje Moštre wurde 1948 gebaut. Sie verfügte über einen 20 kW starken Sender und einen 125 Meter hohen Sendemast. Am 27. Juli 1955 wurde ein neuer, 100 Kilowatt starker Sender in Betrieb genommen. Die Sendetechnik wurde vom französischen Hersteller Thomson geliefert.
Anfang 1969 beschloss die Jugoslawische Regierung den Ausbau der Sendeanlage. Für das erste Programm von Radio Sarajevo lieferte der kroatische Senderhersteller RIZ Zagreb einen neuen, 300 Kilowatt starken Sender. Der 125 Meter hohe Sendemast wurde gleichzeitig durch ein in fünf Ebenen abgespanntes, 245 Meter hohes Modell ausgetauscht. Die Masthöhe entsprach der halben Wellenlänge der Frequenz 611 kHz (490 Meter). Wenig später folgte ein weiterer kleinerer, 80 Meter hoher Sendemast, mit dem das zweite Programm von Radio Sarajevo (Teil des jugoslawischen Rundfunks) durch Verwendung des 100 Kilowatt starken Senders verbreitet wurde. Dieser Sender wurde nach dem Bosnienkrieg abgeschaltet, da er sich als ineffizient erwies.
Aufgrund des Genfer Wellenplans musste die Frequenz 1978 von anfangs 611 kHz auf 612 kHz geändert werden.
Seit dem 30. April 2010 ist der Sender abgeschaltet. Grund dafür sind die hohen Betriebskosten des Senders von rund 600.000 Konvertiblen Mark jährlich im Verhältnis zur geringen Nutzung und Reichweite des Senders. Ein weiterer Grund zur Abschaltung ist der hohe Schaden am Sender, der im Bosnienkrieg in den 1990er Jahren entstanden war und eine Restaurierung nötig gemacht hätte. Deshalb konnte der Sender seine Aufgaben nicht im gewünschten Maße erfüllen. Wegen der hohen Restaurierungskosten entschied man sich aber gegen eine Restaurierung. Der Sendemast wurde unmittelbar danach demontiert.